# Mechterstädt
Mechterstädt este o comună din landul Turingia, Germania.